# Imagen Televisión
Imagen Televisión è una rete televisiva messicana, proprietà di Grupo Imagen e Cadena Tres I, S.A. de C.V.